# Coleophora aethiops
Coleophora aethiops é uma espécie de mariposa do gênero Coleophora pertencente à família Coleophoridae.